# Aphis mongolica
Aphis mongolica är en insektsart. Aphis mongolica ingår i släktet Aphis och familjen långrörsbladlöss. Inga underarter finns listade i Catalogue of Life.